# أكاديمية أوستروغ
الجامعة الوطنية «أكاديمية أوستروغ» (بالأوكرانية "Острозька академія "Національний університет) واحدة من أقدم جامعات أوروبا الشرقية، وهي جامعة وطنية أوكرانية مستقلة للأبحاث، وتقع في مدينة أوستروغ. وتعتبر أقدم مؤسسة للتعليم العالي في أوكرانيا.

## تاريخ أكاديمية أوستروغ

### القرنان السادس عشر والسابع عشر
أصبحت أكاديمية (مدرسة) أوستروغ السلافية اليونانية اللاتينية والتي تأسست عام 1576 من قبل الأمير قنسطنطين أوستروجسكي أول معهد للتعليم العالي في أوروبا الشرقية. وعلى الرغم من أنها ارتبطت بمسمى أكاديمية وليس جامعة، إلا أنها نُظمت على نمط مثيلاتها من جامعات أوروبا الغربية في تلك الفترة. وقد طُرح في مقرراتها الأساسية نظام الفنون المتحررة السبعة، فقد تم تدريس قواعد اللغة، والديالكتيك، والبلاغة، وعلم الحساب، والهندسة الرياضية، وعلم الفلك، والموسيقى. كما وتم تدريس علوم الفلسفة، واللاهوت، والطب. كما تضمن البرنامج الدراسي تدريس خمس لغات وهي: السلافية الكنسية، والبولندية، واليونانية، والعبرية القديمة، واللاتينية.
أصبحت أكاديمية (مدرسة) أوستروغ إلى جانب مطبعة أوستروغ مركزاً ثقافياً تعليمياً قوياً يجمع حوله الكثير من علماء ومثقفي تلك الفترة.
أول رئيس للأكاديمية كان غيراسيم سموتريتسكي، كما درّس في الأكاديمية (المدرسة) أناس معروفون كدميان ناليفايكو، وفاسيلي سوراجسكي، وكيريل لوكاريس، ويان لياتوس (لياتوش)، وإيفان كنياغينيتسكي، وكليريك أوستروجسكي وآخرين.
تم في عام 1581 ولأول مرة إعداد وطباعة أول كتاب مقدس كامل باللغة السلافية الكنسية ويُدعى «كتاب أوستروغ المقدس». وكان نشر الإنجيل المطبوع من قبل طابع الكتب إيفان فيودوروف على نطاق واسع من حيث حجم وعدد النسخ من أهم أهداف تأسيس المطبعة، كما كان يتوجب على المطبعة أن تصبح القوة المقابلة للتوسع الكاثوليكي البولندي.
لم تتوقف مطبعة أوستروغ واستمرت بعملها بعد عودة ايفان فيودوروف إلى مدينة لفيف في عام 1582. وبشكل عام، فإن المعروف من الكتب المطبوعة في هذه المطبعة هو 27 إسماً.
قام الأمير قنسطنطين أوستروجسكي فوراً وبتزامن مع تأسيس المدرسة والمطبعة بتنظيم حلقات علمية وأدبية في المدرسة في محاولة منه لجذب كثير من العلماء والأدباء الموهوبين المحليين ومن الخارج. ولم يقتصر نجاح أوستروجسكي على جمع المدرسين لإلقاء المحاضرات فحسب، بل ونجح في جمع فريق كامل مبدع، الأمر الذي عنى تبادل مختلف الخبرات بين أعضاءها.
وما أعطى ميزة لهذه المؤسسة هو التمكن من إيجاد مزيج فريد بين الثقافتين البيزنطية والغربية على مقاييس ذاك الزمان، في ظل تفاقم العلاقات الواضح بينهما.
استطاع الأمير أوستروجسكي من جمع مجموعة كبيرة من الأساتذة، معظمهم تم استبعادهم من أكاديمية كراكوف في بولندا كنتيجة لصراعات حادة مع رجال الدين الكاثوليك أو مع السلطة الملكية. وأشهر مثال هو عميد كلية الطب في أكاديمية كراكوف وعالم الرياضيات والفلكي الدكتور في الطب يان لياتوش.
كان يان لياتوش ملاحقاً من قبل مختلف الهيئات الكنسية واليسوعيين لانتقاده لإصلاحات البابا المتعلقة بالتقويم المسيحي، وعلى إثرها عُزل من منصبه الأكاديمي في كراكوف، فجاء إلى أوستروغ بعد قبوله لشروط الأمير أوستروجسكي. وأصبح لياتوش الطبيب الشخصي للأمير أوستروجسكي، كما أصبح بروفيسوراً للرياضيات وأول عميد لقسم الفلك في أكاديمية أوستروغ.
جاء إلى الأكاديمية أيضاً كثير من علماء يونانيين قادمين من الخارج، والذين أصبحوا لاحقاً ضيوفاً معتادين في أوستروغ. وكان من بين الموظفين والمدرسين اليونان في أوستروغ محافظ البطريركية المسكونية رئيس الشمامسة نيكيفور باراسخيس-كانتاكوزين.
كان من بين خريجي أكاديمية أوستروغ مؤلف كتاب «القواعد» البارز ميليتي سموتريتسكي (ابن أول رئيس للأكاديمية)، وقائد قوات قوزاق زاباروجيا بيوتر كوناشيفيتش ساغايداتشني، وأرشمندريت دير كهوف كييف (كييفو بيتشيرسكايا لافرا)، ومؤسس مطبعة دير كهوف كييف يليسي بليتينيتسكي، والكاتب المُساجِل والفيلسوف ومؤلف الكتاب المشهور «أبوكريسيس» الأوكراني كريستوفر فيلاليت وآخرين.
هزت وفاة الأمير قنسطنطين أوستروجسكي عام 1608 وضع الأكاديمية التي أصبحت بلا راعٍ ولا تمويل. فيما لم يبدي الورثة إستعدادهم لمواصلة عمل والدهم؛ فقد توفي إيفان أوستروجسكي الابن الوحيد الناجي من بين أبناء الأمير قنسطنطين والذي اعتنق الكاثوليكية (أول فرد من سلالة أوستروجسكي يعتنق الكاثوليكية) بعد فترة قصيرة من وفاة والده، ؛ إذ توفي في عام 1620. ولم يترك الأمير إيفان ورثة ذكور، فقد توفي ابنه الوحيد يانوش فلاديمير (1617 - 1618) في سن الطفولة. ومع تأسيس الكلية اليسوعية عام 1624 في أوستروغ بدأت مكانة الأكاديمية بالانحدار، إلى أن انتهى وجودها عام 1636.

### الافتتاح الثاني
في عام 1989 تم وبهدف إحياء التراث الثقافي الوطني لمدينة أوستروغ وأكاديمية أوستروغ تأسيس جمعية المحافظة على التاريخ المحلي «تراث» (بالأوكرانية: Спадщина)، والتي ترأسها مدرس التاريخ وعالم الإثنوغرافيا والناشط الاجتماعي المحلي بيوتر زوتوفيتش أندروخوف.
في كانون الثاني من عام 1993 عقد مؤتمر لسكان مدينة أوستروغ بمبادرة من رئيس جمعية «تراث» بيوتر أندروخوف، ورئيس بلدية أوستروغ ن.ف. غريشتشوك ودكتور علوم التاريخ نيكولاي بافلوفيتش كوفالسكي. وقد أعلن فيه عن أهمية وضرورة إحياء أكاديمية أوستروغ. ولتحقيق هذه الهدف تم تأسيس اللجنة التنظيمية.
في 13 تشرين الأول 1993 تم عقد اجتماع لمثقفي مدينة أوستروغ، والذي تم فيه مناقشة موضوع إحياء أكاديمية أوستروغ. وقد أصبح قرار هذا الاجتماع الأساس لمناشدة رئيس أوكرانيا ليونيد كرافتشوك.
في كانون الأول لعام 1993 عقد أول لقاء بين رئيس المجلس البلدي ن.ف. غريشتشوك مع نائب رئيس الوزراء للشؤون الإنسانية الأكاديمي نيكولاي غريغوروفيتش جولينسكي، والذي تم فيه مناقشة طرق إحياء الأكاديمية.
في 18 كانون الثاني 1994 قرر المجلس البلدي لمدينة أوستروغ تقديم عريضة بشأن قرار إحياء الجامعة الوطنية «أكاديمية أوستروغ» في المدينة. تم إرسال رسالة مماثلة للرئيس الأوكراني ليونيد كرافتشوك، والتي بينت بالتفصيل قيمة أكاديمية أوستروغ السلافية اليونانية اللاتينية في القرن السادس عشر للتنمية الروحية للأمة الأوكرانية، وأثيرت قضية إحيائها.
في 24 آذار 1994 أرسل رئيس أكاديمية كييفو-موهيليان (بالأوكرانية Києво-Могилянська академія) فياتشسلاف بريوخوفيتسكي رسالة إلى الرئيس الأوكراني ليونيد كرافتشوك، والتي دعم بها مشروع سكان مدينة أوستروغ. ودعم فكرة إحياء الأكاديمية كل من رئيس المجلس الإقليمي لمحافظة ريفنا رومان فاسيليشين، ونائب وزير التعليم الأوكراني فيتالي باباك، ومستشار الرئيس الأوكراني لشؤون الأراضي فاسيلي نيكولايفيتش رودينكو.
في 12 نيسان 1994 وافق الرئيس الأوكراني ليونيد كرافتشوك على المرسوم رقم 156/94 «التعليم في معهد أوستروغ». وأصبح الأكاديمي الحائز على وسام «بطل أوكرانيا» إيغور باسيتشنيك أول رئيس للأكاديمية المعاد افتتاحها.
في 7 كانون الأول 1994 بدأ أول 100 طالب الدراسة في معهد أوستروغ العالي.
في 5 حزيران 1996 أُعلن عن مرسوم الرئيس الأوكراني ليونيد كوتشما رقم 403/96 والقاضي بـ"إعادة تسمية معهد أوستروغ وتغييرها إلى "أكاديمية".
في 22 كانون الثاني 2000 تم منح أكاديمية أوستروغ صفة «جامعة»، وفي 30 تشرين الأول من نفس العام حصلت الأكاديمية على صفة «وطنية».
في 22 حزيران 2007 تم افتتاح المكتبة العلمية الافتراضية. وفي عام 2009 منح مجلس الوزراء الأوكراني الجامعة صفة «معهد الأبحاث المستقل».

## الهيكل الحديث للأكاديمية

### الكليات
- كلية العلوم الإنسانية
- كلية اللغات الرومانية والجرمانية
- كلية الإقتصاد
- كلية السياسة والإدارة المعلوماتية
- كلية العلاقات الدولية

### معاهد تعليمية
معهد إيوانيكي مالينوفسكي للحقوق

### أقسام
- معهد للتعليم ما قبل الجامعي والمراسلات والدراسة عن بعد
- قسم العلاقات الدولية
- قسم الموارد البشرية
- قسم التعاون الدولي

### التقسيمات
- متحف تاريخ أكاديمية أوستروغ
- معهد أبحاث الشتات الأوكراني
- معهد للأبحاث الاجتماعية
- المكتبة العلمية
- قسم التربية البدنية والرياضة

## التقييم والسمعة
حسب ما ورد في تقييم وزارة التعليم والعلوم الأوكرانية لعام 2013، فقد حلت أكاديمية أوستروغ في المركز الخامس من بين الجامعات الأوكرانية من فئة «الجامعات الكلاسيكية».

## روابط خارجية
الموقع الرسمي لأكاديمية أوستروغ
أحداث في تاريخ أكاديمية أوستروغ
«أثينا الأوكرانية» ظاهرة أوستروغ الثقافية في القرون الوسطى
بيوتر كارليوك خرجت إلى النور موسوعة «أكاديمية أوستروغ»
قسم التعاون الدولي في أكاديمية أوستروغ
مكتبة الجامعة الوطنية «أكاديمية أوستروغ» العلمية
أرشيف أكاديمية أوستروغ الرقمي
منظمات ومشاريع أكاديمية أوستروغ الطلابية